# Bohr (cràter)

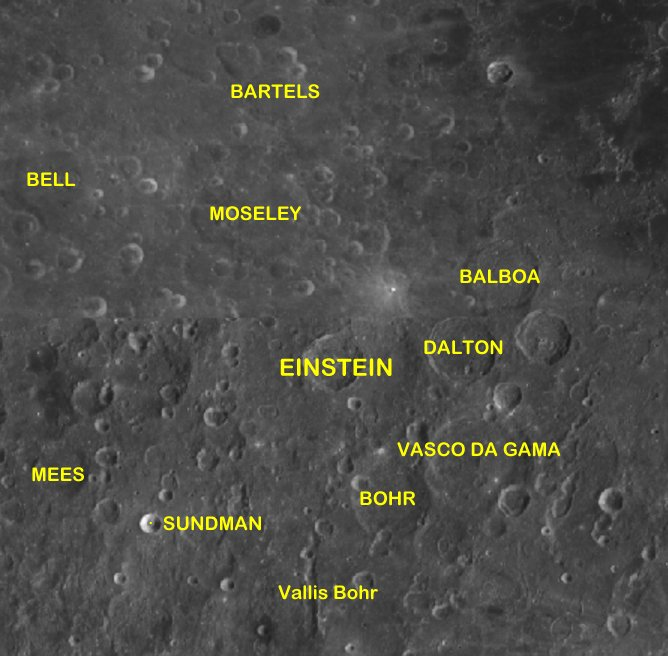
Entorn del cràter Bohr

Bohr és un cràter d'impacte que es troba prop de l'extremitat occidental de la Lluna, a la zona afectada per la libració. S'insereix en el bord sud-oest d'una formació més gran, el cràter erosionat Vasco da Gama, i al sud-est del cràter Einstein.
La seva vora està desgastada i erosionada, amb un parell de petits cràters en forma de bol incrustats en el seu perímetre occidental. La vora al nord-est ha estat apuntalado pel cràter adjacent Vasco da Gama, però la resta de l'anell presenta formes irregulars i accidentades. Al sud-oest de Bohr se situa el Vallis Bohr, una vall d'orientació nord-sud. Aquesta llarga esquerda probablement està associada amb la formació de la Mare Orientale situat més al sud.

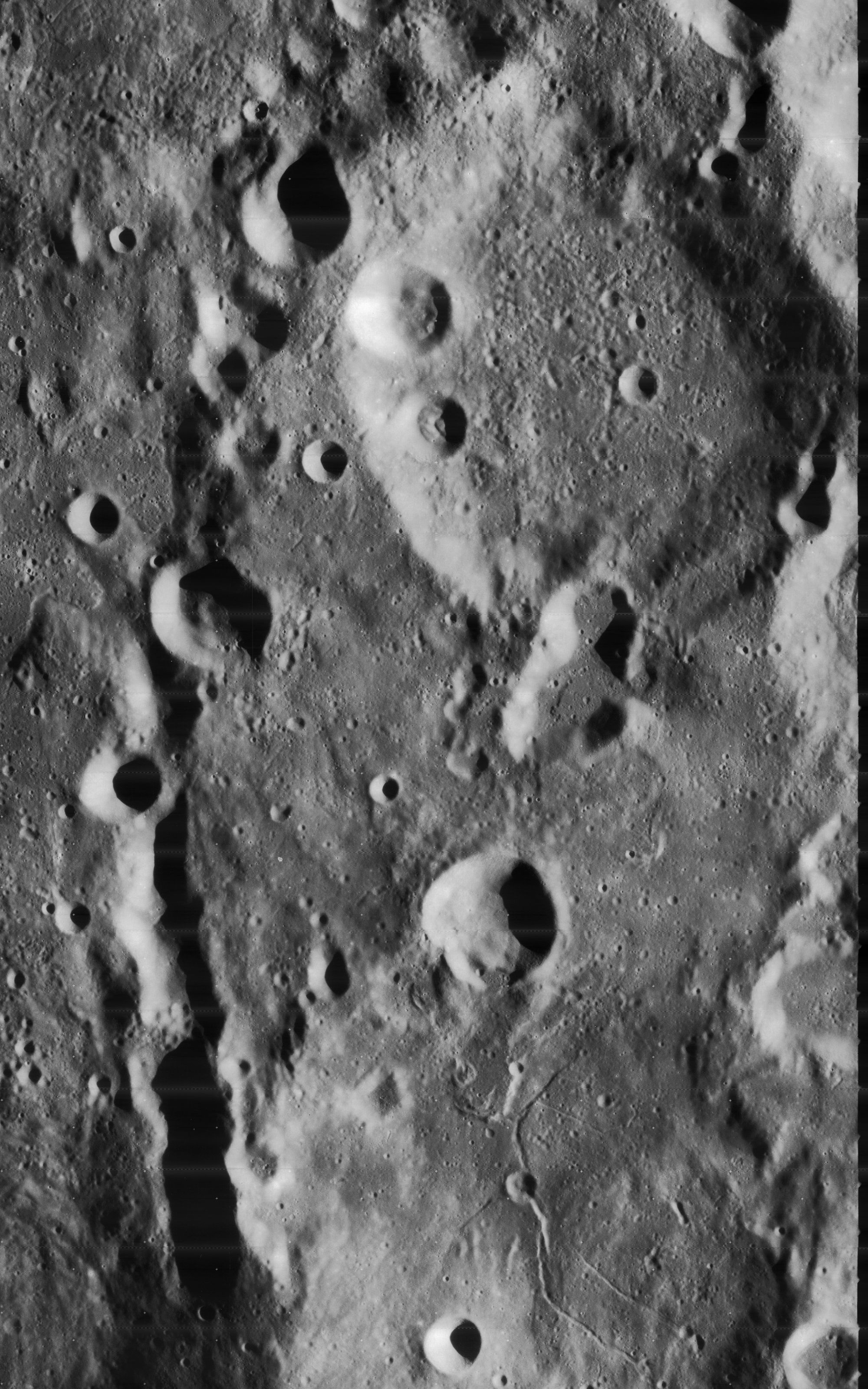
Imatge de la missió Lunar Orbiter 4, amb Bohr a dalt a la dreta i Vallis Bohr a baix a l'esquerra

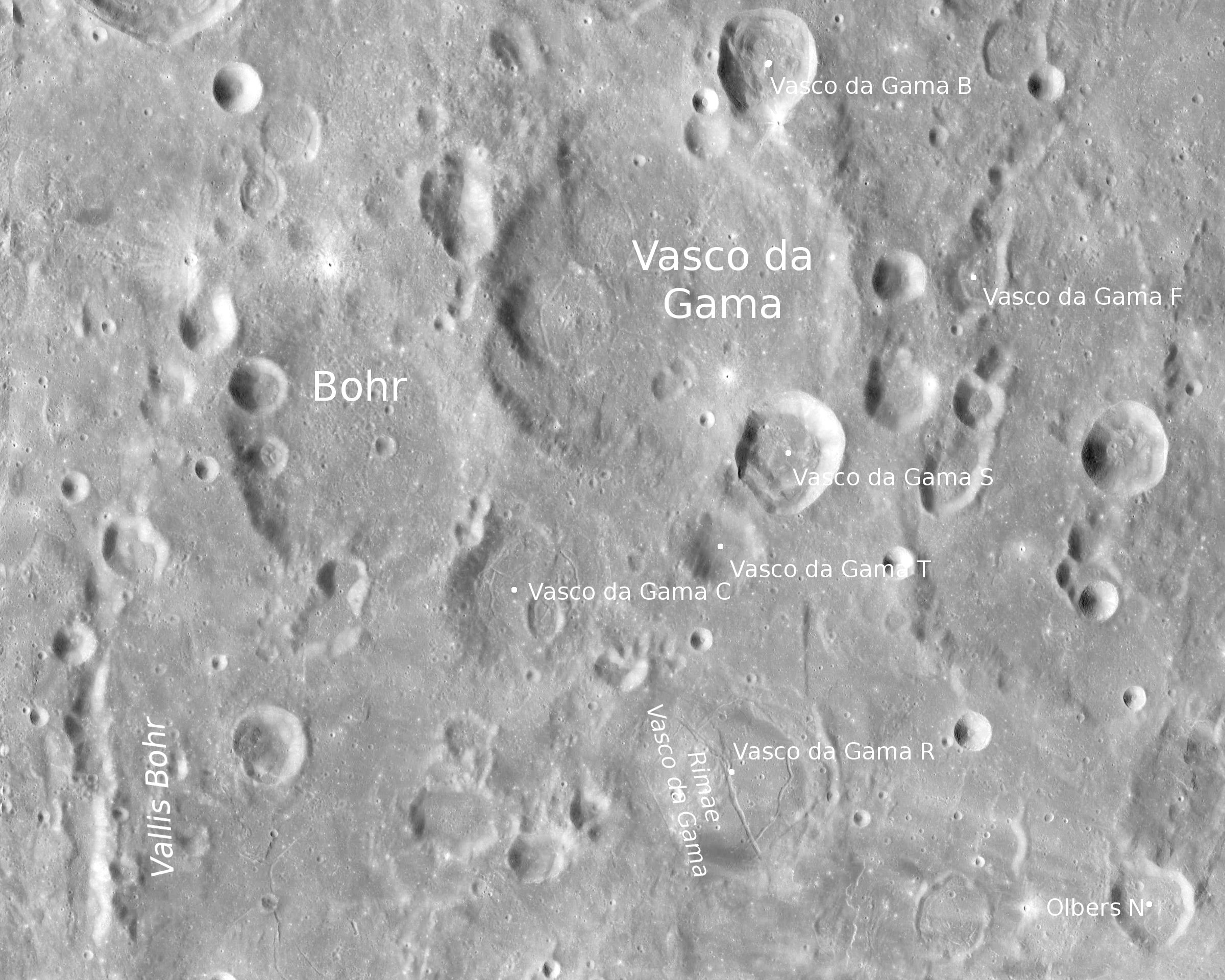
Fotografia de la missió Lunar Reconnaissance Orbiter.